# Jean Van der Stappen
Jean Van der Stappen, né le 9 décembre 1951 à Hauwaert, section de la commune de Tielt-Winge, est un coureur cycliste belge, professionnel de 1973 à 1983.

## Biographie
En 1976, il court pour l'Équipe cycliste IJsboerke.

## Palmarès
- 1972
  - 3e étape du Tour de Navarre
- 1973
  - 2e étape du Tour d'Écosse
  - 2e du Tour d'Écosse
  - 2e du Circuit de Wallonie
  - 3e du Omloop Het Nieuwsblad voor Beloften & elite z/c
  - 3e du National Championship for Clubs, Route, Amateurs
- 1974
  - 2e de la Course des raisins
- 1975
  - Prologue secteur a Ronde van Nederland
  - 3e de Hyon-Mons
- 1976
  - 3e du Circuit du Pays de Waes
  - 3e du Grand Prix Frans Verbeeck
- 1979
  - 2e du Memorial Thijssen
- 1980
  - Flèche hesbignonne-Cras Avernas
- 1982
  - Circuit des Trois Provinces (Avelgem)